# 김진용 (1982년)
김진용(한국 한자: 金珍龍, 1982년 10월 9일 ~ )은 대한민국의 전 축구 선수로서 포지션은 공격수였다.

## 클럽 경력
경상남도 진주시 출생으로 한양대학교를 졸업하였다.
2004년 울산 현대 호랑이에 입단하여 K리그에 데뷔하여, 2005년 리그 컵에서 놀라운 득점력을 선보이며 박주영과 득점왕 다툼을 벌이며 주목을 받기 시작하였고, 2005년 K리그 우승에 공헌하였다.
2006년 자신의 고향인 경상남도를 연고지로 하는 팀인 경남 FC에 창단 멤버로 이적하여 좋은 모습을 보였지만, 2007년에는 부상으로 단 한 경기도 출전하지 못하였다. 2008년 부상에서 복귀하여 좋은 활약을 펼쳐 자신의 부활을 알렸고, 그 해 FA컵 준우승에 공헌하였다.
2009년 김동현과의 맞트레이드로 성남 일화 천마로 이적였고, 두 시즌 반 동안 52경기에 출전하여 7골을 넣었다.
2011년 7월 4일, 강원 FC가 김진용의 영입을 공식 발표하였다.
2012년 1월 포항 스틸러스로 1년간 임대이적하였다. 2013년 1월 4일, 강원 FC가 김진용의 임대복귀를 공식 발표하였다.
그 이후, 2017년 경남으로 돌아와 현역 생활을 마쳤다.

## 국가대표팀 경력
2005년 8월 4일 동아시아 축구선수권대회에서 북한과의 경기로 A매치 데뷔전을 치렀다.

## 그 외
2005년에는 울산광역시에서 발생한 뺑소니 사건과 뺑소니범을 잡는 일에 적극 가담하여 돕기도 하였다.

## 수상 내역

### 클럽
경남 FC
- K리그 챌린지 : 우승 (2017)